# Rebutia fiebrigii
Rebutia fiebrigii ist eine Pflanzenart in der Gattung Rebutia aus der Familie der Kakteengewächse (Cactaceae). Das Artepitheton fiebrigii ehrt den deutschen Biologen und Direktor des Botanischen Gartens und Museums in Asunción, Karl Fiebrig.

## Beschreibung
Rebutia fiebrigii wächst einzeln und nur gelegentlich sprossend mit kugelförmigen bis kurz zylindrischen, glänzend grünen Körpern. Die Körper erreichen Wuchshöhen von bis zu 6 Zentimetern und haben Faserwurzeln. Die etwa 18 Rippen sind deutlich in Höcker gegliedert. Die darauf befindlichen elliptischen Areolen sind weiß. Die etwa 30 bis 50  mehr oder weniger weißen bis hellbraunen oder gelegentlich gelblichen Dornen sind kaum in Mittel- und Randdornen zu unterscheiden. Sie sind borstenartig, wobei einige von ihnen etwas kräftiger sein können, abstehend, nadelig und bis zu 2 Zentimeter lang.
Die gelben bis orangefarbenen Blüten erscheinen an der unteren Körperhälfte und werden bis 3,5 Zentimeter lang. Die kleinen Früchte sind mehr oder weniger purpurfarben.

## Verbreitung, Systematik und Gefährdung
Rebutia fiebrigii ist im Süden von Bolivien in den Departamentos Chuquisaca, Santa Cruz und Tarija sowie im Norden von Argentinien in den Provinzen Salta und Jujuy in Höhenlagen von 1400 bis 3600 Metern verbreitet.
Die Erstbeschreibung als Echinocactus fiebrigii wurde 1905 von Max Gürke veröffentlicht. Nathaniel Lord Britton und Joseph Nelson Rose stellten die Art 1916 in die Gattung Rebutia. Weitere nomenklatorische Synonyme sind Aylostera fiebrigii (Gürke) Backeb. und Echinorebutia fiebrigii (Gürke) Frič.
In der Roten Liste gefährdeter Arten der IUCN wird die Art als „Least Concern (LC)“, d. h. als nicht gefährdet geführt.

## Nachweise